# Эскиру де Парьё, Феликс
Феликс Мари Луи Пьер Эскиру де Парьё (фр. Félix Marie Louis Pierre Esquirou de Parieu; 13 апреля 1815, Орийак — 8 апреля 1893, Париж) — французский политик и чиновник, юрист, экономист и научный писатель.
Происходил из достаточно знатной семьи, юридическое образование получил в колледже Жюйи (фр. Collège de Juilly), после чего первоначально (с 1841 года) работал адвокатом. В 1848 году был избран в национальное собрание и примкнул к консервативной партии; в декабре этого же года выступил противником введения всеобщего избирательного права для мужчин и сторонником принятия американской избирательной системы.
На протяжении своей политической карьеры занимал пост министра образования и религиозных дел с 31 октября 1849 года по 24 января 1851 года (более всего известен на этом посту принятием закона от 11 марта 1850 года, касавшегося улучшения денежного довольствия школьных учителей; также был известен благоприятствованием клерикального влияния на народное образование), вице-президента Государственного совета с 3 февраля 1855 по 4 сентября 1870 года, министра-президента Государственного совета со 2 января по 10 августа 1870 года. С 1852 года имел ранг государственного советника, в 1865 году был избран членом Академии моральных и политических наук. Согласно оценке ЭСБЕ, был представителем «наиболее реакционной политической группы Второй империи».
Был одним из ведущих специалистов по денежной эмиссии своего времени и выступал последовательным сторонником валютной унификации в Европе. В 1865 году председательствовал на конференции, по итогам которой был создан Латинский монетный союз. По причине своих либеральных идей и поддержки европейского федерализма его иногда называют предвестником современного Европейского союза — в первую очередь благодаря предпринятым им усилиям на конференции 1867 года, на которой им было впервые высказано предложение о введении единой европейской валюты, причём впоследствии зону обращения этой валюты планировалось расширить на Россию, Османскую империю и США; его проект был практически единодушно отвергнут европейскими правительствами.
Главные труды его авторства:
- «Histoire des impôts généraux sur la propriété et le revenu» (Париж, 1856);
- «Traité des impôts considérés sous le rapport historique, économique et politique en France et a l’étranger» (Париж, 1862—1865; 2-е издание — 1866—1867).

Как экономист Парьё выступал за пропорциональность обложения, отдавал предпочтение прямым налогам перед косвенными, высказывался за необложение минимального дохода, необходимого для существования, но был противником прогрессивных налогов и против более сильного обложения фундированных доходов.
Другие его труды:
- «Principes de la science politique» (1870),
- «La politique monétaire en France et en Allemagne» (1872),
- «La politique Française dans la question monétaire cosmopolite» (1875),
- «La question de l’uniformité monétaire» (1878),
- «Les embarras de la question monétaire» (1880).